# Limited Edition Tour CD
Limited Edition Tour CD è il secondo EP del gruppo musicale statunitense System of a Down, pubblicato nel 2000 dalla American Recordings.

## Il disco
Si tratta di un disco pubblicato in edizione limitata per promuovere il tour che i System of a Down avrebbero intrapreso con i Metallica, previsto per quell'anno. Contiene tre brani provenienti dal loro album d'esordio e le rispettive versioni dal vivo tratte dal concerto tenuto dal gruppo il 29 gennaio 2000 al Fillmore Auditorium di Denver.

## Tracce
1. Suite-Pee – 2:32
2. War? – 2:41
3. Suggestions – 2:44
4. Suite-Pee (Live at The Filmore Theater) – 2:50
5. War? (Live at The Filmore Theater) – 4:50
6. Suggestions (Live at The Filmore Theater) – 3:01

## Formazione
- Serj Tankian – voce
- Daron Malakian – chitarra, cori
- Shavo Odadjian – basso, cori
- John Dolmayan – batteria